# Prunella (zoologia)
Prunella Vieillot, 1816 è un genere di uccelli diffuso nell'ecozona paleartica, unico genere della famiglia Prunellidae.

## Distribuzione e habitat
Tutte le specie vivono nel continente euroasiatico, lungo le zone di montagna

## Biologia
Non sono uccelli fortemente migratori, ma si muovono per svernare in zone più calde.
Costruiscono un nido a coppa e depongono 4 uova verdi o blu.

## Tassonomia
Il genere Prunella comprende le seguenti specie:
- Prunella collaris (Scopoli, 1769)
- Prunella himalayana (Blyth, 1842)
- Prunella rubeculoides (Moore, F, 1854)
- Prunella strophiata (Blyth, 1843)
- Prunella montanella (Pallas, 1776)
- Prunella fulvescens (Severtsov, 1873)
- Prunella ocularis (Radde, 1884)
- Prunella fagani (Ogilvie-Grant, 1913)
- Prunella atrogularis (Brandt, 1843)
- Prunella koslowi (Przewalski, 1887)
- Prunella modularis (Linnaeus, 1758)
- Prunella rubida (Temminck & Schlegel, 1845)
- Prunella immaculata (Hodgson, 1845)

### Alcune specie

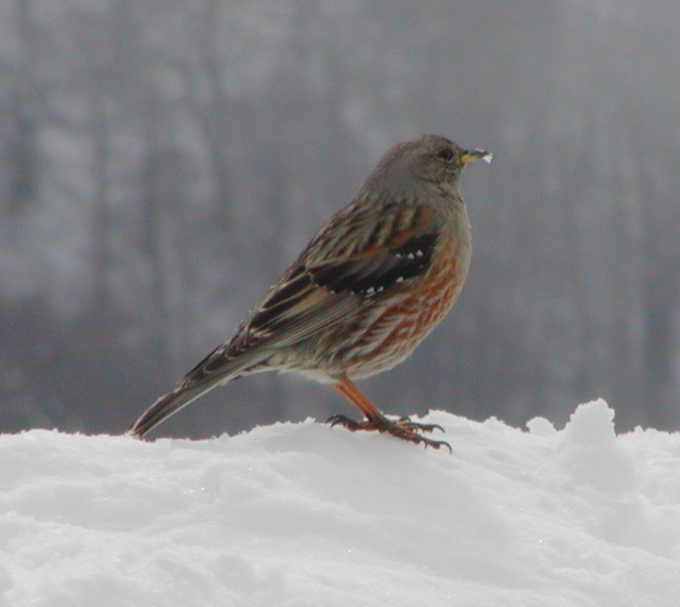
Prunella collaris
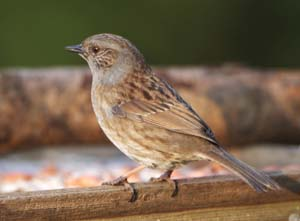
Prunella modularis